# Belang en Recht
Belang en Recht (voluit: Belang en Recht : orgaan van de Vereeniging tot Verbetering van den Maatschappelijken en den Rechtstoestand der Vrouw in Nederland, van "De Vrouwenbond" te Groningen en "Thugatêr" te Amsterdam, vanaf 1906 Belang en Recht : Orgaan der Vereeniging "Thugatêr" ) was een tweewekelijks feministisch tijdschrift. Het werd in 1896 opgericht door de Groningse Vrouwenbond, de vereniging voor leraressen Thugatêr en het Comité ter verbetering van den Maatschappelijken en Rechtspositie der Vrouw en het eerste nummer verscheen op 16 oktober van dat jaar. De hoofdredactrice was Henriëtte van der Mey, de eerste vrouwelijke journalist in Nederland.
De kosten die de uitgave van het blad met zich meebracht zorgden ervoor dat het Comité haar leden voortaan om geld moest vragen. In 1906 was er een tijdelijke staking van Belang en Recht, en uiteindelijk zou het tot 1918 bestaan. 